# Eristalis arbustorum
Eristalis arbustorum је инсект из реда двокрилаца - Diptera који припада породици осоликих мува - Syrphidae.

## Опис
Лице им је прекривено белим, густим длакама. Дужина тела је од 9 до 11 мм. Антене су смеђе или црне боје, а  на другом трбушном сегменту су мутне жућкасте мрље. Предња и средња тибија су увек бар делом црне боје.  Очи код мужјака се додирују и то је једна од разлика у односу на сличну врсту Eristalis abusiva. 

## Распрострањеност
Врста је присутна широм Палеарктика, укључујући северну Африку и северну Индију.  У Србији је честа врста. 

## Биологија
Врста се среће од марта до новембра, најчешће у баштама, урбаним подручјима, подручјима око мочвара, у четинарским шумама, као и на пољопривредним површинама.   Ларва је акватична, јавља се у плиткој стајаћој води која је богата хранљивим материјама и у крављем измету.  

## Синоними
- E. lyra ( Harris, 1776 )
- E. nemorum (Linnaeus, 1758)
- E. paralleli ( Harris, 1776 )
- E. parralleli (Harris, 1782)
- Musca arbustorum Linnaeus, 1758
- Musca lyra Harris, 1776
- Musca nemorum Linnaeus, 1758
- Musca paralleli Harris, 1776
- Musca parralleli Harris, 1782